# Manapla
Manapla è una municipalità di terza classe delle Filippine, situata nella Provincia di Negros Occidental, nella regione di Visayas Occidentale.
Manapla è formata da 12 baranggay:
- Barangay I (Pob.)
- Barangay I-A (Pob.)
- Barangay I-B (Pob.)
- Barangay II (Pob.)
- Barangay II-A (Pob.)
- Chambery
- Punta Mesa
- Punta Salong
- Purisima
- San Pablo
- Santa Teresa
- Tortosa